# Teatro de Mímica y Gesto de Moscú
El Teatro de Mímica y Gesto de Moscú  en ruso: Театр мимики и жеста) es un teatro situado en el distrito administrativo oriental de Moscú (capital de Rusia), especializado en obras teatrales en lengua de señas.

## Historia
Este teatro fue fundado hace más de 25 años en la entonces Unión Soviética.

### En la actualidad
En 2009, la compañía cuenta con 116 personas (42 de ellas son actores sordos), y su repertorio incluye 14 obras.

## Localización
Se encuentra en la dirección: Izmailovsky bulv., 39/41 (estación de metro de Pervomayskaya - Línea 3).